# Tambin
La tambin est une flûte également appelée flûte peule, flûte fulani ou fulé en malinké.

## Étymologie
Son nom provient de la plante avec laquelle elle est fabriquée traditionnellement par les pasteurs peuls du Fouta-Djalon, en Guinée, le tambin.

## Fabrication
Elle est réalisée dans une tige de mil ou de métal d'environ trente centimètres de longueur, dont l’embouchure latérale légèrement proéminente en fait un intermédiaire entre la flûte traversière et la flûte droite. Elle présente de grandes similitudes avec la flûte mandingue. C'est une flûte oblique à trois trous qui offre une gamme diatonique d’une octave à une octave et demi. Cet instrument est joué en Afrique occidentale.
Le matériel utilisé pour fabriquer la flûte et le nombre de trous peut varier selon les régions. On peut ainsi trouver des flûtes présentant de trois à six trous. 